# 이별의 목적
"이별의 목적"은 2020년 개봉한 대한민국의 영화이다.

## 캐스팅
- 한해인 : 윤나린 역
- 김정훈 : 김수한 역
- 박인하 : 차은찬 역
- 임다이 : 정혜주 역

## 같이 보기
- 2020년 대한민국의 영화 목록

## 수상
- 2019년 제15회 제천국제음악영화제 한국 음악영화의 오늘 - 장편